# Unverblümt – Nichts ist privat
Unverblümt – Nichts ist privat (Originaltitel: Towelhead, auch bekannt als Nothing Is Private) ist ein US-amerikanisches Filmdrama aus dem Jahr 2007 unter der Regie von Alan Ball. Die Hauptrollen übernahmen Aaron Eckhart, Peter Macdissi und Summer Bishil. Der Film ist eine Adaption des Romans Unverblümt (Originaltitel: Towelhead) der US-amerikanischen Schriftstellerin Alicia Erian.
Seine Premiere feierte der Film beim Toronto International Film Festival im September des Jahres 2007. In Deutschland erschien Unverblümt – Nichts ist privat erst am 12. Mai 2011 als Direct-to-DVD-Film.

## Handlung
Die libanesisch-amerikanische Jugendliche Jasira Maroun lebt während des Ersten Golfkriegs 1990 mit ihrer Mutter in Syracuse, New York. Nachdem sich der Freund der Mutter Jasira genähert hat und ihr bei der Rasur ihrer Schamhaare hilft, schickt die Mutter Jasira zu ihrem Vater Rifat. Dieser ist Ingenieur und lebt in einer Vorstadt von Houston. Seitens seiner Nachbarn ist er als Araber dort immer wieder rassistischen Anfeindungen ausgesetzt, obwohl er bekennender Christ ist. Während sich Jasira immer weiter von ihrem Vater entfremdet, beginnt sie, ihre Sexualität zu entdecken. Gleichzeitig lernt sie Travis Vuoso, den Vater ihres Nachbarn Zack, kennen. Sie hat widersprüchliche Gefühle für Mr. Vuoso. Obwohl sich ihr Klassenkamerad Thomas Bradley für sie interessiert, kommt es nicht zu einer Beziehung. Stattdessen hat Jasira Sex mit dem viel älteren Travis Vuoso, der am nächsten Tag in den Irak verlegt werden soll.
Ihr Vater schlägt Jasira, nachdem er ein Pornoheft bei ihr gefunden hat, das sie von Vuoso erhalten hat. Die Nachbarin Melina Hines bietet Jasira an, bei ihr zu wohnen. Jasira erzählt dann ihrem Vater und den Nachbarn, dass sie Sex mit Mr. Vuoso gehabt habe, woraufhin dieser wegen Vergewaltigung einer Minderjährigen verhaftet wird.

## Kritik
Nicht zuletzt aufgrund kontroverser Themen wie kindlicher Sexualität, Rassismus und Golfkrieg wurde der Film vor allem von der amerikanischen Öffentlichkeit kritisch diskutiert. Die Bewertungen der meisten Filmkritiker fielen nur durchschnittlich bis vernichtend aus. Konservative Medien wie FOXNews sahen in dem Film gar Kinderpornografie („Kiddie Porn Movie Rocks Toronto as 'Feel-Awful' Film of the Year“).
Auch der Filmkritiker Roger Ebert beurteilte den Film als „befremdlich“:

„The tone is all wrong for a story of child sexuality and had me cringing in my seat. It either has to be a tragedy or some kind of dark comedy like Kubrick's brilliant ‚Lolita‘, but here it is simply awkward, embarrassing and painful. (Der Ton ist gänzlich falsch für eine Geschichte über Kindersexualität und ließ mich in meinem Sitz verkrampfen. Es muss entweder eine Tragödie oder eine Art schwarze Komödie wie Kubricks brillante „Lolita“ sein, aber so ist es einfach befremdlich, peinlich und schmerzhaft.)“

In Deutschland fielen die Kritiken deutlich positiver aus. So urteilte das Lexikon des internationalen Films:

„Verfilmung eines in den USA kontrovers aufgenommenen Romans, die einen kritisch-satirischen Blick in die Abgründe US-amerikanischer Vorstädte wirft.“

Auch andere Kritiker hoben Unverblümt – Nichts ist privat als „intensives Filmerlebnis“ hervor:

„Diese erschreckende Schwerelosigkeit rührt daher, dass Alan Ball seine Geschichte aus der Perspektive der 13-jährigen Jasira erzählt. Aus ihrem kindlichen und naiven Blickwinkel heraus, wird der Zuschauer Zeuge von grausamen Szenen, die jedoch nie ebenso dargestellt werden, da die noch viel zu junge Jasira überhaupt nicht begreifen kann, was ihr gerade wiederfährt. Dadurch wird ‚Unverblümt – Nichts ist privat‘ zu einem sehr intensiven Filmerlebnis, das immer wieder erschreckend nahe geht und unfassbar schmerzt.“

## Weiteres
Der Originaltitel des Films ist Towelhead. Towelhead wird im Englischen als diskriminierender Begriff für Araber oder Muslime verwendet.